# Post-U-Bahn München

Die Münchner Post-U-Bahn im Jahr 1910

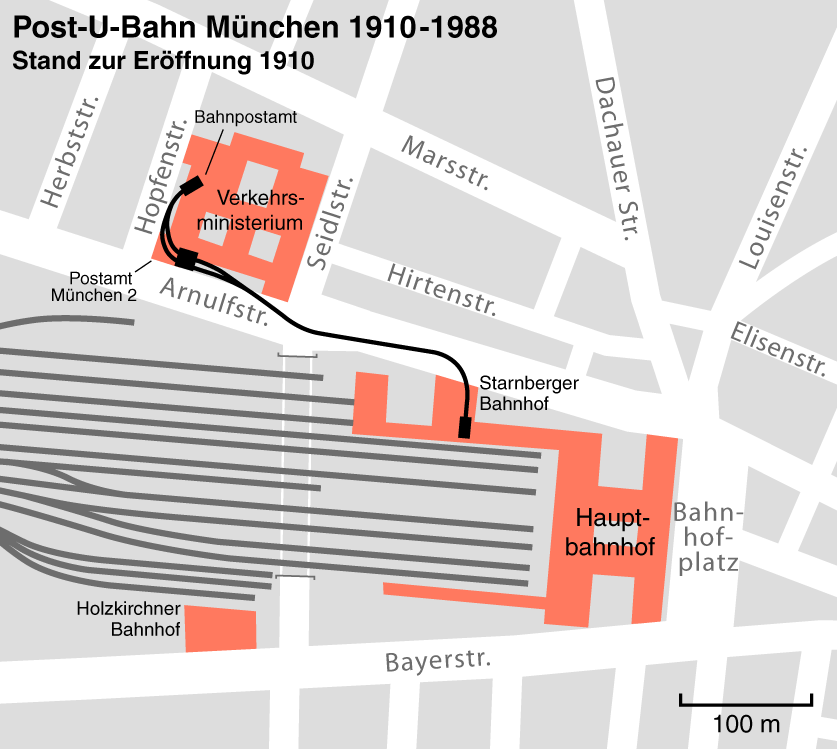
Lageplan

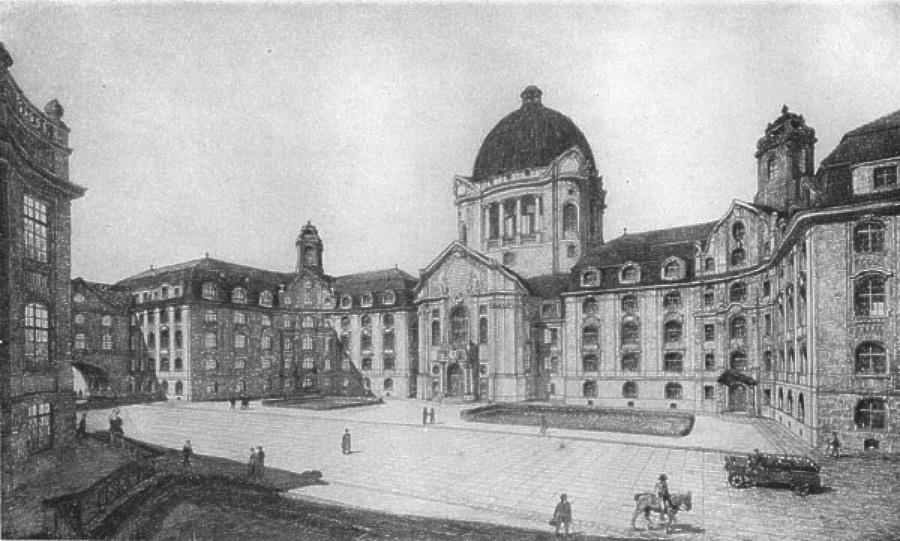
Das Königlich-Bayerische Verkehrsministerium 1916, in dem das Bahnpostamt untergebracht war

Die Post-U-Bahn München war eine von 1910 bis 1988 bestehende unbemannte elektrische Werksbahn der Deutschen Bundespost, die unterirdisch Briefpost und Pakete vom Hauptbahnhof München zum nahe gelegenen Postamt an der Hopfenstraße transportierte. Die Bahn und ihre Tunnel wurden mehrfach völlig erneuert und schließlich mit dem Umzug des Postamtes eingestellt. Anschließend wurde die Briefpost nicht mehr auf Schienen, sondern mit Elektro-Karren in einem nur noch 200 m langen Tunnel transportiert. Mit Ende der Bahnpost in Deutschland 1997 und der Eröffnung des Briefzentrums München im Juni 1998 endete der Betrieb völlig.

## Geschichte
Der Münchner Hauptbahnhof lag in unmittelbarer Nähe des zwischen 1906 und 1913 errichteten Königlich-Bayerischen Verkehrsministeriums, in dessen Seitenflügel an der Hopfenstraße sich das Bahnpostamt ("Postamt München 4") befand. Im selben Gebäudekomplex an der Arnulfstraße lag auch das Postamt München 2. Dazwischen verliefen mit der Arnulfstraße in Ost-West-Richtung und der kreuzenden Seidlstraße zwei bedeutende Verkehrsachsen.
Bereits mit dem Bau des Postamtes wurde ein über 350 m langer Tunnel errichtet, der vom Querbahnsteig unter dem Starnberger Flügelbahnhof in einer Kurve unter die Arnulfstraße führte. An seiner mit rund 6,80 m unter Straßenniveau liegenden tiefsten Stelle unterquerte der Tunnel die Seidlstraße und die dort verlaufenden Hauptsammelkanäle. Von dort gelangte der Tunnel in die Keller des Postamts München 2 und in einer Kurve bis zum vorläufigen Endpunkt unter den Hof des Verkehrsministeriums. Der 2,34 m breite und 1,18 Meter hohe Tunnel war aus vorgefertigten Betonteilen erbaut und gegen Grundwasser abgedichtet. Am 10. Oktober 1910 nahm die Post den Tunnel in Betrieb.
Im Dritten Reich entstanden umfangreiche Pläne für die Umgestaltung der Verkehrswege in München. So sollte der als Kopfbahnhof erbaute Hauptbahnhof in einen Durchgangsbahnhof auf Höhe Laim verlegt werden. In diesem Konzept war auch eine Post-U-Bahn-Trasse von Pasing bis zum Flughafen München-Riem vorgesehen. Die Pläne erreichten nur ein frühes Stadium, mit der Umsetzung wurde nicht begonnen.
Nach Kriegsschäden aus den Jahren 1944 und 1945 wurden Tunnel und Bahn repariert. 1948 nahm die Post-U-Bahn den Betrieb wieder auf. 1950 wurde das Bahnpostamt wegen des stark angestiegenen Postaufkommens umgebaut und die Bahn um gut 50 m bis direkt unter die neue Briefabfertigung verlängert. Der alte Endbahnhof wurde zum Betriebswerk.
1966 begann die Deutsche Bundesbahn mit Arbeiten für den ersten Bauabschnitt der S-Bahn München, die eine Verlegung des Post-U-Bahn-Tunnels unter der Seidlstraße notwendig machte. Der Betrieb des alten Tunnels wurde am 4. August 1966 eingestellt. Unter der Seidl- und Arnulfstraße wurde nahe der Oberfläche ein neuer Tunnel aus Betonfertigrohren gebaut, der die tiefer liegende S-Bahn in der Arnulfstraße kreuzte. Dabei wurde auch die Bahntechnik komplett erneuert. Schon am 20. Dezember 1966 nahm die Briefpost-Untergrundbahn den Betrieb des nun 405 m langen Tunnels wieder auf.
1970 wurde die Station im Postamt München 2 aufgegeben. Am 21. April 1988 wurde der U-Bahn-Betrieb eingestellt. Im verkürzten Tunnel vom alten Grundstück zum neu gebauten Postamt wurde die Post nun mit bemannten Elektro-Karren transportiert. Dadurch entfiel das aufwändige, zweimalige Umladen auf die Post-U-Bahn. Mit der deutschlandweiten Umstellung der Briefsortierung auf zentrale Briefzentren und der Einstellung der Bahnpost endete der Transport zwischen dem Bahnhof und der „Hopfenpost“ (= "Bahnpostamt" bzw. Postamt München 4). 
Während des Baus der Zweiten S-Bahn-Stammstrecke ab 2019 wird der aufgelassene Tunnel zum Ableiten von Grundwasser genutzt, das aus der Baugrube unter dem Hauptbahnhof abgepumpt werden muss.

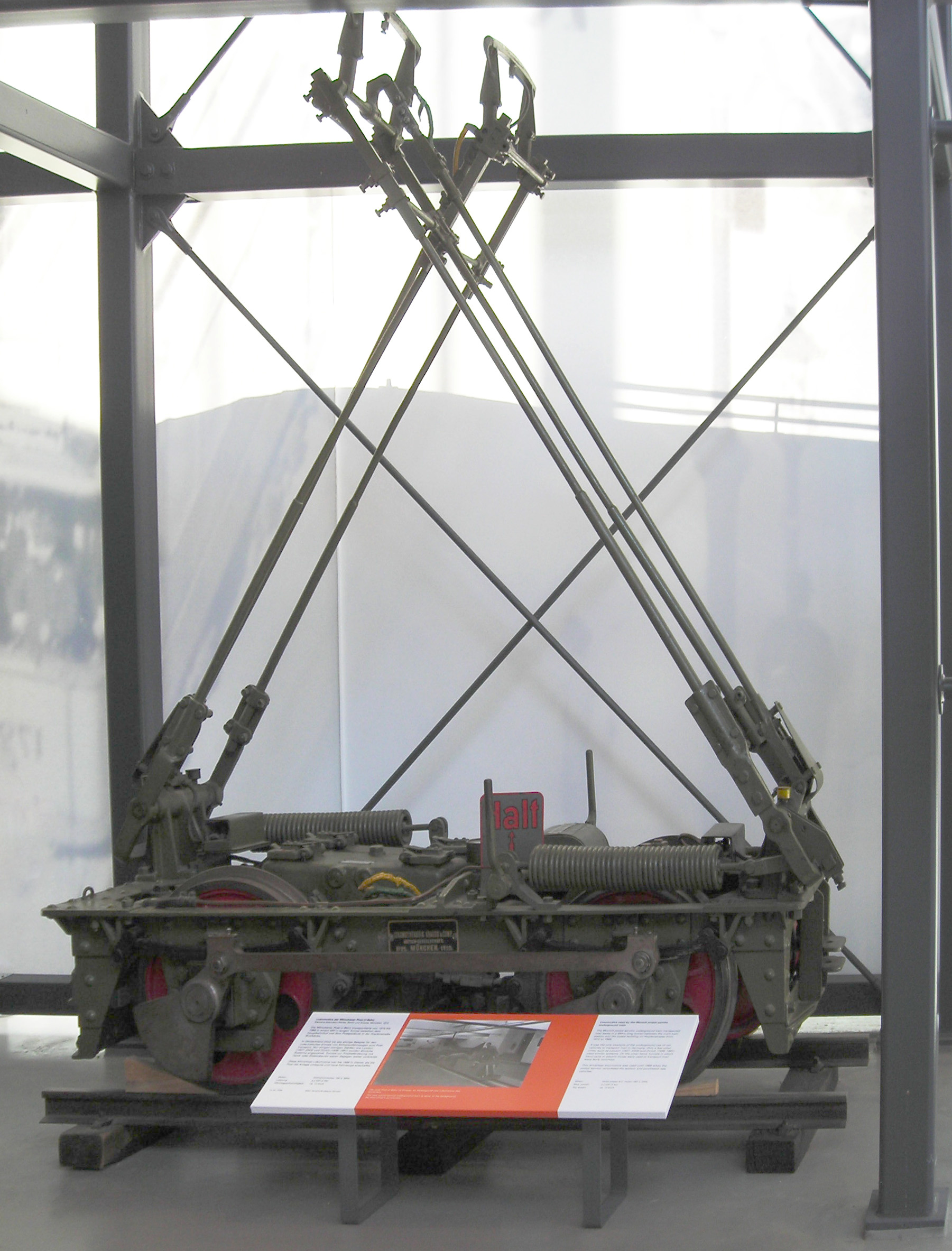
Lokomotive der Post-U-Bahn von 1910 im Deutschen Museum. Auffällig die beiden Stromabnehmer für die doppelte Oberleitung

## Technik
Die erste Bahn aus dem Jahr 1910 war ein Gemeinschaftsprojekt von der Lokomotivfabrik Krauss & Comp. für den mechanischen Teil und den Siemens-Schuckertwerken für die Elektrik. Sie wurde bei einer Spurweite von 450 mm mit Dreiphasenwechselstrom von 155 Volt und 50 Hertz betrieben. Zwei Phasen waren als Oberleitung ausgestaltet, als dritte Phase dienten die Schienen. Die Strecke war ständig unter Strom, die Stationen wurden nur zur Ausfahrt eingeschaltet. Damit war eine einfache Blocksicherung verwirklicht. Die Strecke war zweigleisig angelegt, auf jedem Gleis pendelte ein Zug aus vier Loren und der mittig eingestellten Lokomotive. Die Lokomotiven erreichten 3 PS (2,2 kW) und eine Geschwindigkeit von 10 bis 12 km/h. Jeder Wagen konnte 120 kg aufnehmen. Die Fahrzeit betrug etwa 100 Sekunden, es konnten zehn Züge pro Stunde abgefertigt werden. Die drei Lokomotiven (zwei in Betrieb, eine Reserve) wurden nach der Einstellung an das Deutsche Museum, das Museum für Kommunikation Nürnberg und das Bundespostmuseum in Frankfurt übergeben.
Der Neubau von 1966 stammte von Brown, Boveri & Cie. und verwendete eine Stromschiene mit 220 Volt Gleichstrom mittig im Gleis. Die zwei Gleise waren jeweils in den Stationen mit Rückfallweichen verbunden, so dass ein annähernder Kreisverkehr entstand. Zur Sicherung wurden zehn Blockabschnitte eingebaut. Es waren drei automatisch gesteuerte Züge aus einer Lok mit vier einachsigen Wagen unterwegs. Eine vierte Lok wurde in Reserve gehalten. Die Loks leisteten 6,8 kW bei einer Zugkraft von 2500 N mit einer Geschwindigkeit von maximal 10 km/h und einer daraus folgenden Fahrzeit von 132 Sekunden. Die Wagen wurden über einen Kippmechanismus auf ein Förderband entleert, das zu einer automatischen Aufhängung der Postbeutel führte. Etwa 100 Arbeiter der Post be- und entluden die U-Bahn-Wagen und das Förderband und lieferten rund 11.000 Postbeutel am Tag an die Briefsortierung. Drei der vier Lokomotiven wurden wieder an dieselben Museen übergeben, die bereits ihre Vorgänger erhalten hatten.

## Weitere Bahnen
Die Münchner Post-U-Bahn war die erste weltweit und die einzige ihrer Art in Deutschland. 1928 nahm die größte vergleichbare Einrichtung in London den Betrieb auf. Die London Post Office Railway verband anfangs acht und bis 2003 zuletzt noch drei Postämter unterirdisch miteinander. In Luzern eröffnete 1937 eine kurze Rohrbahn auf Schienen für den unterirdischen Transport von Post. In Zürich gab es zwischen 1938 und 1980 eine weitere, 340 m lange Post-U-Bahn zwischen der Sihlpost und dem Bahnhofspostamt Zürich 23. Die Münchner Einrichtung wurde jeweils als Vorbild genommen und von Fachleuten der anderen Städte besucht.
Für einzelne Briefsendungen gab es die Rohrpost in München, deren erste Vorläufer bereits 1877 in Betrieb waren. Das eigentliche Rohrpostnetz bestand ab 1922. Im Zweiten Weltkrieg wurde es stark beschädigt. 1953 nahm es den Betrieb wieder auf, wurde aber einige Jahre später endgültig eingestellt.